# Jan van Ruusbroec

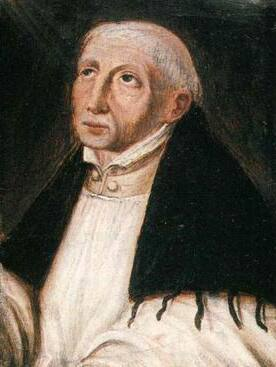
Jan van Ruusbroec

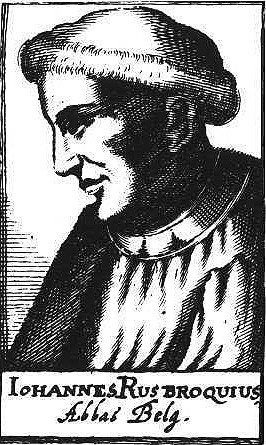
Frühneuzeitliches Porträt von Jan van Ruusbroec

Jan van Ruusbroec [jɑn vɑn ry.zbruk] (in moderner Sprache Jan van Ruysbroek [jɑn vɑn rœ.y̯zbruk]; * 1293 in Brüssel; † 2. Dezember 1381 in Groenendaal) war ein flämischer Theologe und Schriftsteller. Er verfasste seine Werke, die theologische und spirituelle Themen behandeln, in mittelniederländischer Sprache.

## Leben
Jan van Ruusbroec wurde 1317 zum Priester geweiht und bald darauf Vikar in der Kirche St. Gudula (St. Goedele) in Brüssel. 1343 zog er sich mit mehreren Freunden nach Groenendaal bei Brüssel zurück, wo sie zunächst in einer geistlichen Gemeinschaft ohne Regel lebten. Daraus entstand eine Gemeinschaft von Augustiner-Regularkanonikern, deren erster Prior er wurde und bis zu seinem Tod im Dezember 1381 blieb. Wegen des gegen alle Veräußerlichung der geistigen Güter gerichteten Einschlags seiner Schriften wurde Ruusbroec doctor ecstaticus genannt. Jan van Ruusbroec war ein Schüler von Meister Eckehart. Zu den vielen, auf die er direkten Einfluss ausübte, gehören Geert Groote, der Gründer der Brüder vom gemeinsamen Leben, Johannes Tauler und später Hendrik Herp.
Jan van Ruusbroec gilt zusammen mit Hadewijch als bedeutendster Autor mittelniederländischer Sprache.

## Seligsprechung
1908 wurde Jan van Ruusbroec durch ein päpstliches Dekret für selig erklärt. Sein Gedenktag am 2. Dezember ist ein gebotener Gedenktag für die Augustiner-Chorherren und -frauen und findet sich auch im Evangelischen Namenkalender der Evangelischen Kirche in Deutschland.

## Rezeption
Ruusbroecs Werke wurden teilweise schon von seinem Zeitgenossen und Freund Wilhelm Jordaens ins Lateinische übertragen. Die lateinische handschriftliche Überlieferung der acht Werke, die schon vor der Reformation ins Lateinische übersetzt wurden, ist umfangreicher als die volkssprachliche; dies zeigt, dass Ruusbroec im Spätmittelalter vorwiegend von Gelehrten rezipiert wurde. Im 14. Jahrhundert war die Rezeption quantitativ noch sehr begrenzt; der größte Teil der Abschriften wurde erst in der zweiten Hälfte des 15. Jahrhunderts angefertigt.
Anfang des 16. Jahrhunderts wurde sein Werk von dem Kartäuser Laurentius Surius ins Lateinische übersetzt und nach dieser Ausgabe von dem protestantischen Kirchenhistoriker Gottfried Arnold erstmals deutsch veröffentlicht (Offenbach 1701 ff.).
Im 19. Jahrhundert erfolgte eine Übersetzung in die französische Sprache durch den Vordenker des Renouveau catholique Ernest Hello.

## Werke
- Dat rijcke der ghelieven („Das Reich der Geliebten“, lateinisch Regnum amantium deum), wohl sein erstes Werk, um 1330 in Brüssel geschrieben
- Die chierheit van der gheestelijcker brulocht („Die Zierde der geistigen Hochzeit“, lateinisch De ornatu spiritalium nuptiarum)
- Vanden blinkenden steen („Der funkelnde Stein“, lateinisch De perfectione filiorum dei)
- Vanden vier becoringhen („Von den vier Versuchungen“, lateinisch De quatuor tentationibus)
- Vanden kerstenen ghelove („Über den Glauben“, lateinisch De fide et iudicio)
- Vanden gheesteliken tabernakel („Über das geistige Tabernakel“, lateinisch In tabernaculum foederis commentaria)
- Vanden seven sloten (lateinisch De septem custodiis)
- Een spieghel der eeuwigher salicheit („Ein Spiegel der ewigen Seligkeit“, lateinisch Speculum aeternae salutis), 1359 geschrieben
- Van seven trappen in den graed der gheesteleker minnen („Von den sieben Graden der geistigen Liebe“, lateinisch De septem amoris gradibus)
- Vander hoechster waerheit („Von der höchsten Wahrheit“; auch Dat boecsken der verclaringhe und Samuel genannt; lateinisch Samuel vel de alta contemplatione)
- Vanden XII beghinen („Von den zwölf Beginen“, lateinisch De vera contemplatione)
- Briefe (von seiner Korrespondenz sind sieben Briefe erhalten geblieben)
- MS-B-183 - Hugo de Balma. Jan van Ruusbroec. Bernardus Claraevallensis. Augustinus (Theologische Sammelhandschrift). Rheinland (Köln ?), [um 1440–1450] Digitalisat

## Ausgaben
- Ioannis Rusbrochii De ornatu spiritualium nuptiarum, Wilhelmo Iordani interprete, hrsg. Kees Schepers, Brepols, Turnhout 2004, ISBN 2-503-05079-4 (kritische Edition der 1353/1365 angefertigten lateinischen Übersetzung von Die geestelike brulocht)
- Vanden seven sloten, hrsg. Guido de Baere, Brepols, Turnhout 1989 (kritische Edition des mittelniederländischen Textes mit lateinischer Übersetzung von Surius und moderner englischer Übersetzung)
- Vanden blinkenden steen, Vanden vier becoringhen, Vanden kerstenen ghelove, brieven/letters, hrsg. Guido de Baere u. a., Brepols, Turnhout 1991, ISBN 2-503-04101-9 (kritische Edition des mittelniederländischen Textes der drei Schriften und der Briefe mit lateinischer Übersetzung von Surius und moderner englischer Übersetzung)
- Van seven trappen, hrsg. Robo de Faesen, Brepols, Turnhout 2003, ISBN 2-503-04091-8 (kritische Edition des mittelniederländischen Textes mit lateinischer Übersetzung von Surius und moderner englischer Übersetzung)
- Een spieghel der eeuwigher salicheit, hrsg. Guido de Baere, Brepols, Turnhout 2001, ISBN 2-503-04081-0 (kritische Edition des mittelniederländischen Textes mit lateinischer Übersetzung von Surius und moderner englischer Übersetzung)
- Dat rijcke der ghelieven, hrsg. Joseph Alaerts, Brepols, Turnhout 2002 (kritische Edition des mittelniederländischen Textes mit lateinischer Übersetzung von Surius und moderner englischer Übersetzung)
- Die geestelike brulocht, hrsg. Joseph Alaerts, Brepols, Turnhout 1988 (kritische Edition des mittelniederländischen Textes mit lateinischer Übersetzung von Surius und moderner englischer Übersetzung)
- Boecsken der verclaringhe, hrsg. Guido de Baere, Brepols, Turnhout 1989 (kritische Edition des mittelniederländischen Textes mit lateinischer Übersetzung von Surius und moderner englischer Übersetzung)
- Van den geesteliken tabernakel, hrsg. Thom Mertens, 2 Bände, Brepols, Turnhout 2006 (kritische Edition des mittelniederländischen Textes mit lateinischer Übersetzung von Surius und moderner englischer Übersetzung)
- Vanden XII beghinen, hrsg. Mikel M. Kors, 2 Bände, Brepols, Turnhout 2001, ISBN 2-503-04081-0 (kritische Edition des mittelniederländischen Textes mit lateinischer Übersetzung von Surius und moderner englischer Übersetzung)